# Wilwerwiltz
Wilwerwiltz (luxemburgisch Wëlwerwolz; französisch Wilwerwiltz) ist ein Ortsteil der luxemburgischen Gemeinde Kiischpelt. In dem Ortsteil leben 263 Einwohner (Stand: 27. Juli 2020).
Am 1. Januar 2006 ging die Gemeinde Wilwerwiltz durch eine Fusion mit der Gemeinde Kautenbach in der neuen Gemeinde Kiischpelt auf.

## Lage
Wilwerwiltz liegt im Tal der Klerf und ist das Verwaltungszentrum der Gemeinde Kiischpelt. Der im Ortsteil befindliche Bahnhof liegt an der Bahnstrecke Luxemburg–Spa.

## Geschichte
Der Name Wilwerwiltz geht auf „Wylwert“, „Wulwer“, „Wulfert“, alte Bezeichnungen für den heiligen Willibrord, zurück. Die erste namentliche Erwähnung stammt aus einer Schenkungsurkunde von 768/769, wonach Ländereien in Wilwerwiltz der Abtei Echternach zugeteilt wurden.
Einer Legende nach entsprang eine Quelle an der Stelle, wo Willibrord mit seinem Stab auf den Boden geschlagen haben soll. Dort befindet sich heute die kleine Kapelle St. Willibrord.

## Sehenswürdigkeiten
Die Dorfkirche ist ebenfalls dem Heiligen Willibrord geweiht. In ihr befindet sich eine 2010 installierte, im Originalzustand erhaltene Stahlhuth-Orgel aus dem Jahr 1914, die ursprünglich im Dominikanerinnen-Kloster in Luxemburg-Limpertsberg stand. Die Kirchenfenster wurden von dem Glaskünstler Frantz Kinnen gestaltet. Daneben verfügt die Kirche über ein Geläut mit sechs Glocken.
Das Sproochenhaus ist das ehemalige Wohnhaus des Schriftstellers Max Goergen, der dort von 1954 bis zu seinem Tod 1978 lebte. Es beherbergt eine Bibliothek mit rund 32.000 Werken. Von 2001 bis 2010 war dort eine Einrichtung des European Bureau for Lesser-Used Languages – EBLUL untergebracht.

## Bilder

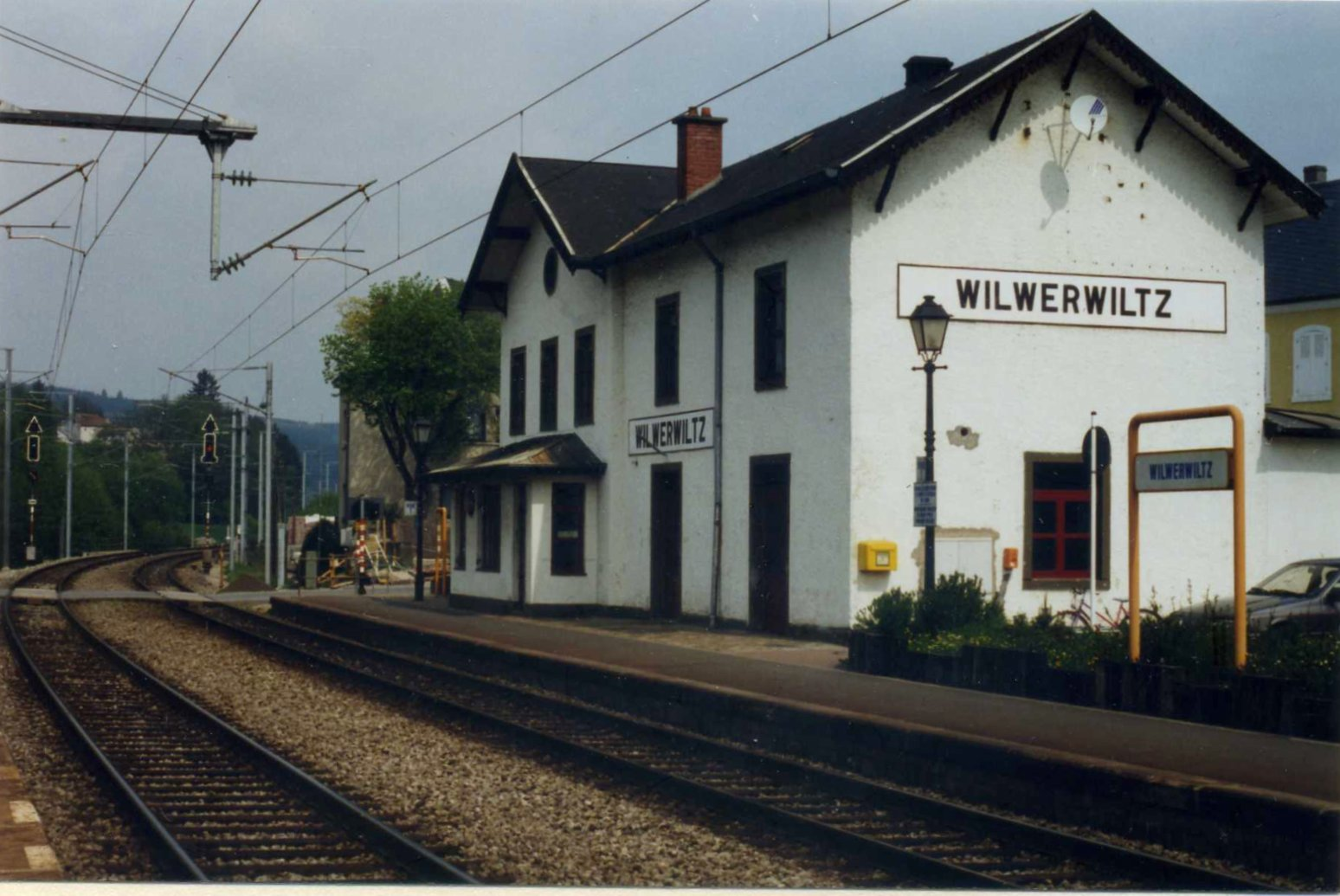
Bahnhof Wilwerwiltz
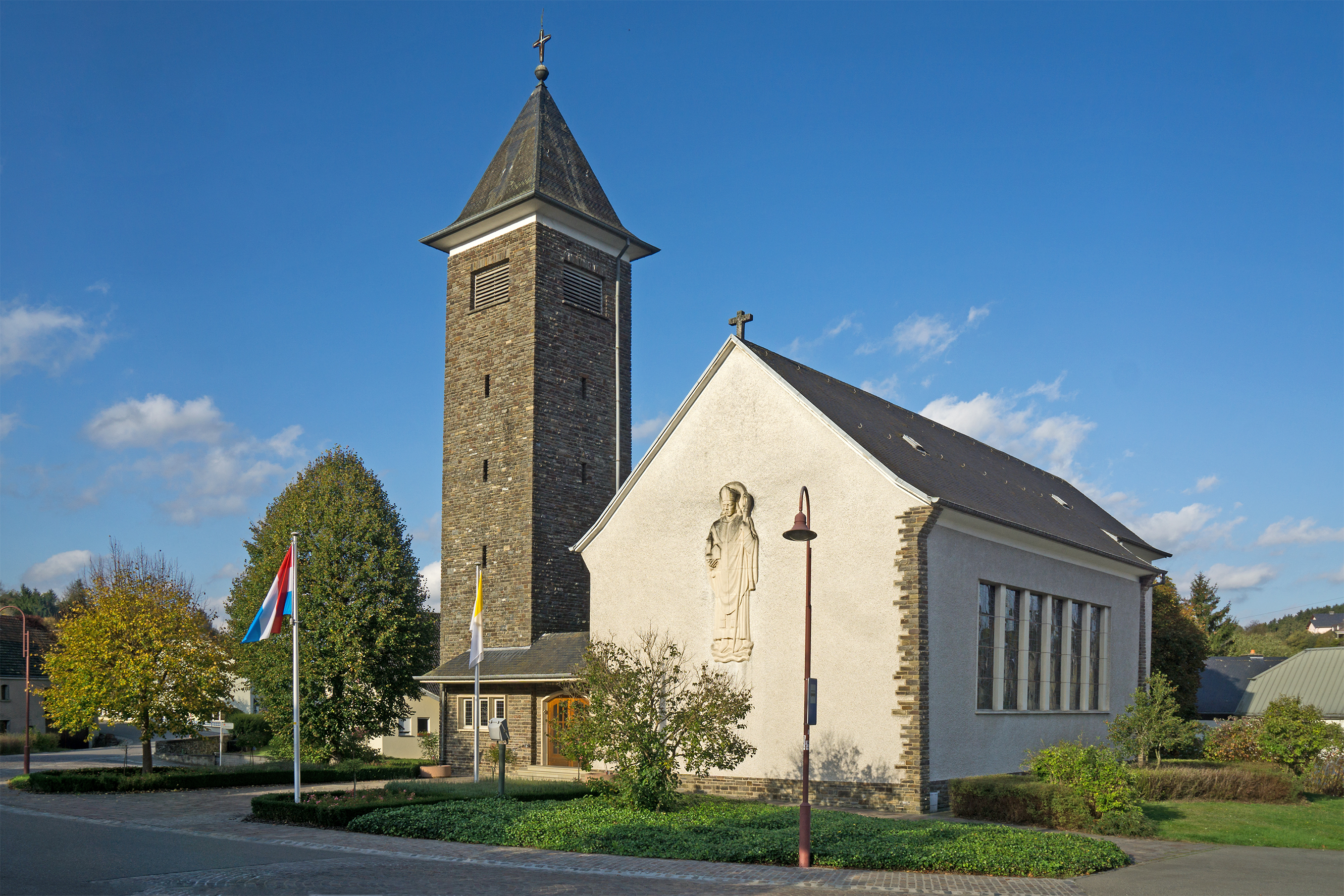
Kirche St. Willibrord
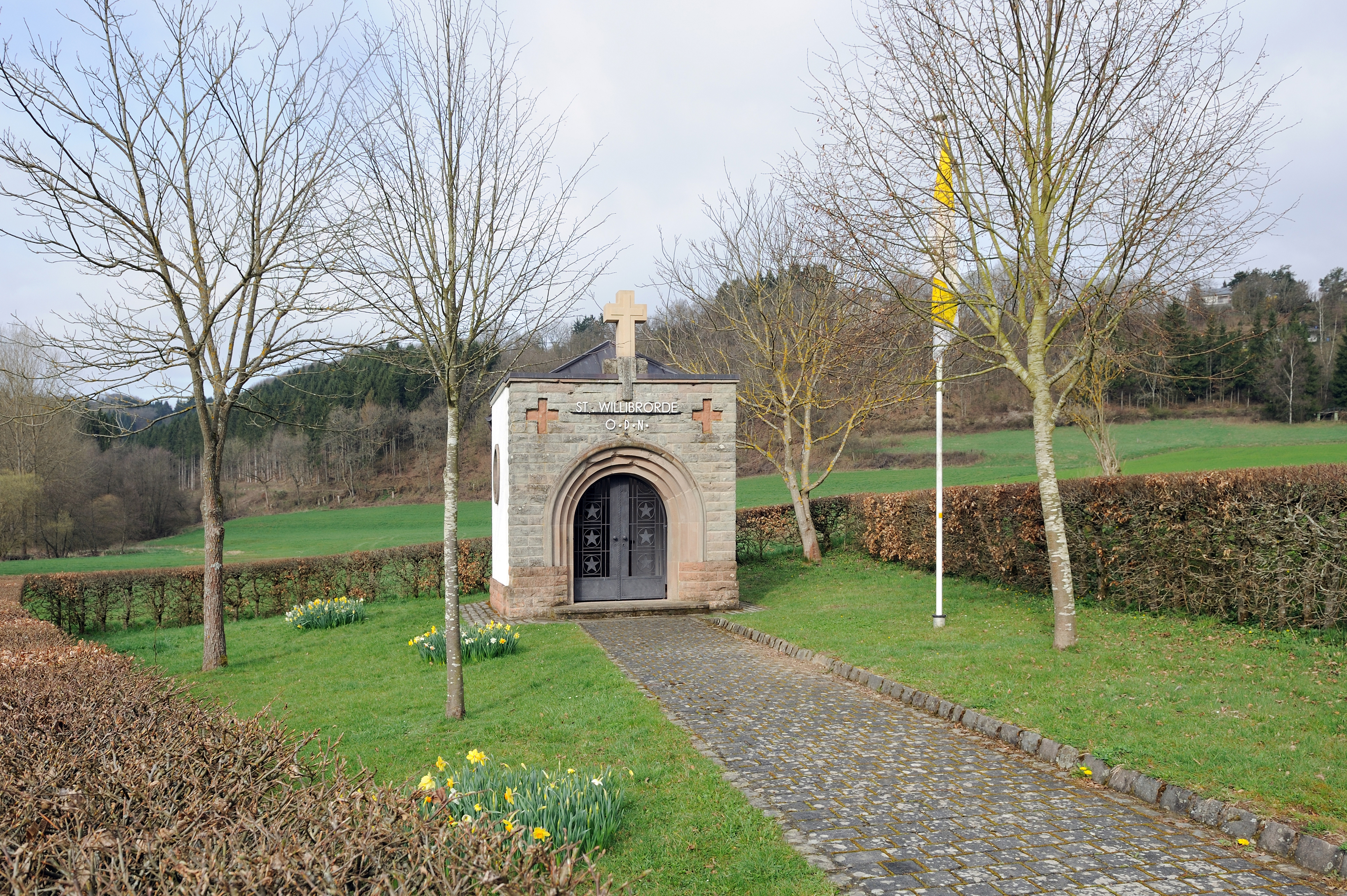
Kapelle des Heiligen Willibrord
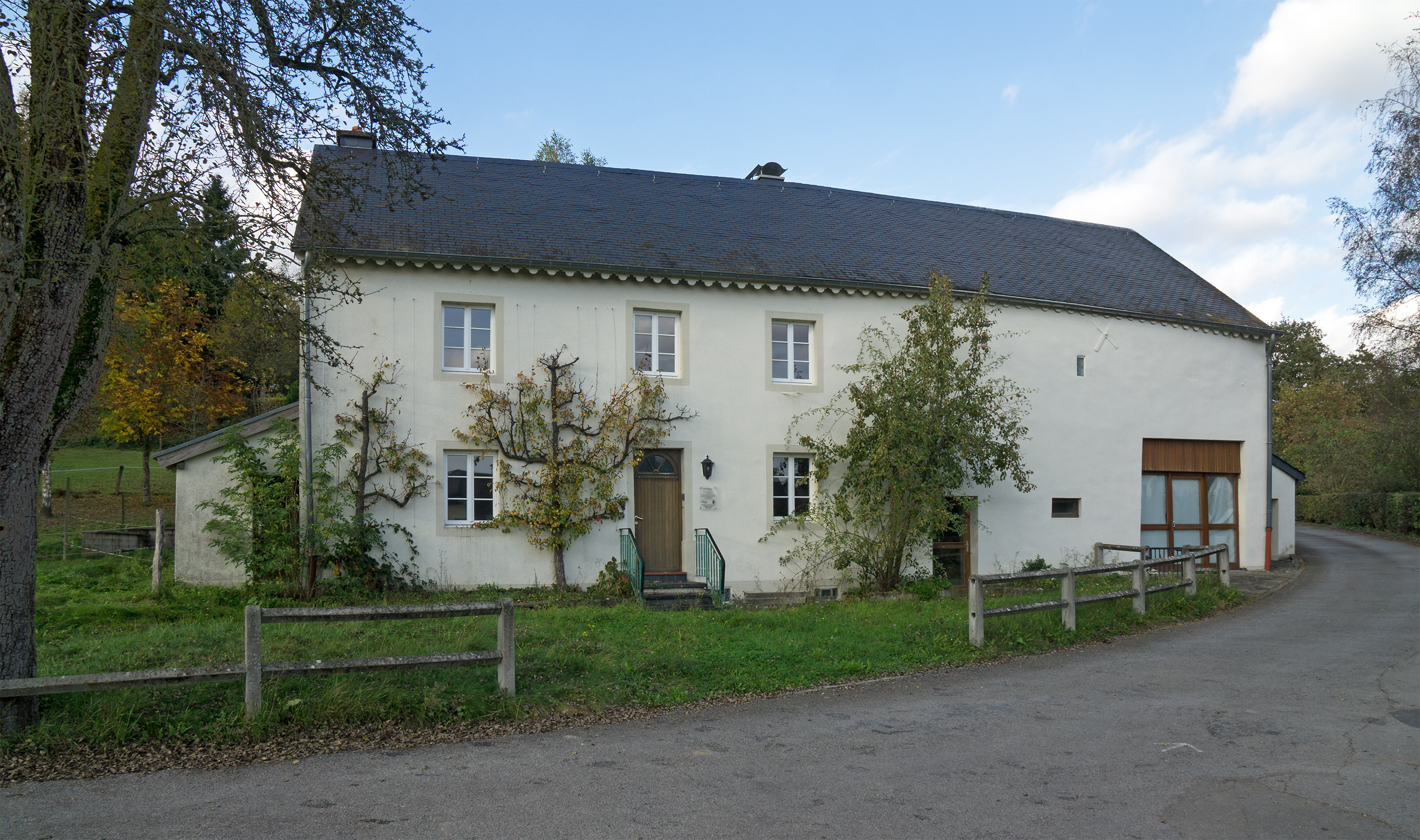
Das Sproochenhaus